# Nationaal park Ytre Hvaler

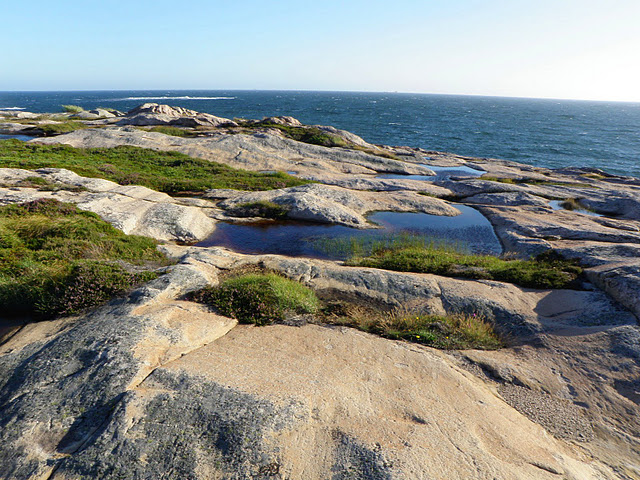
Guttormstangen, Nationaal park Ytre Hvaler

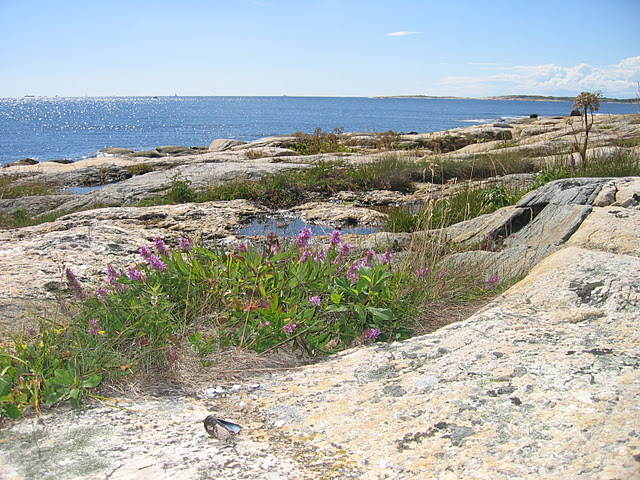
Landfasten, Nationaal park Ytre Hvaler

Nationaal park Ytre Hvaler (Noors: Ytre Hvaler nasjonalpark) is een nationaal park in de Noorse fylke Østfold in dat in 2009 werd opgericht. Het park is 354 vierkante kilometer groot en is gecreëerd om het kustlandschap, de scherenkust en de riffen in de gemeentes Fredrikstad en Hvaler te beschermen. Het park omvat de vroegere zeevogelsreservaten Akerøya, Heia, Møren en Søndre Søster. Het park grenst aan het Zweedse Nationaal park Kosterhavet dat gelijktijdig werd opgericht. 